# Corsier-sur-Vevey
Corsier-sur-Vevey ist eine politische Gemeinde im Distrikt Riviera-Pays-d’Enhaut des Kantons Waadt in der Schweiz. Bis Ende 1952 hiess das Dorf offiziell Corsier (VD), danach nahm es zur einfacheren Unterscheidung von der Genfer Gemeinde Corsier den heutigen Namen an.

## Geographie
Corsier-sur-Vevey liegt auf 420 m ü. M., 1 km nördlich des Bezirkshauptortes Vevey (Luftlinie). Das Dorf erstreckt sich leicht erhöht auf einer Terrasse nördlich des von der Veveyse bei ihrer Mündung in den Genfersee aufgeschütteten Schwemmkegels, am Südfuss des Mont Pèlerin, im äussersten Südosten des Lavaux.
Die Fläche des 6,7 km² grossen Gemeindegebiets umfasst einen Abschnitt nahe dem Nordostufer des Genfersees. Der Gemeindeboden erstreckt sich vom Schwemmkegel der Veveyse in einem schmalen Streifen nach Nordosten bis unterhalb von Châtel-Saint-Denis und umfasst die rechte (nordwestliche) Talflanke der Veveyse. Der tief in ein Tal eingeschnittene Bachlauf bildet die Grenze. Am Südhang des voralpinen Berges Mont Vuarat wird mit 950 m ü. M. der höchste Punkt von Corsier-sur-Vevey erreicht. Von der Gemeindefläche entfielen 1997 19 % auf Siedlungen, 32 % auf Wald und Gehölze, 48 % auf Landwirtschaft und etwas mehr als 1 % war unproduktives Land.
Zu Corsier-sur-Vevey gehören die Industriesiedlung Fenil (545 m ü. M.) auf einem Geländevorsprung über der Veveyse, die Streusiedlung Monts de Corsier (760 m ü. M.) am Südosthang des Mont Vuarat und zahlreiche Einzelhöfe. Nachbargemeinden von Corsier-sur-Vevey sind Blonay – Saint-Légier, Vevey, Corseaux, Chardonne und Jongny im Kanton Waadt sowie Attalens, Remaufens und Châtel-Saint-Denis im Kanton Freiburg.

## Bevölkerung
Mit 3428 Einwohnern (Stand 31. Dezember 2023) gehört Corsier-sur-Vevey zu den mittelgrossen Gemeinden des Kantons Waadt. Von den Bewohnern sind 79,2 % französischsprachig, 5,5 % deutschsprachig und 3,7 % portugiesischsprachig (Stand 2000). Die Bevölkerungszahl von Corsier-sur-Vevey belief sich 1850 auf 1096 Einwohner, 1888 auf 2676 Einwohner, 1900 (nach der Abtretung von Quartieren an Vevey) nur noch auf 1195 Einwohner. Im 20. Jahrhundert nahm die Bevölkerung vor allem von 1950 bis 1980 stark zu. Seither blieb die Einwohnerzahl ziemlich stabil, da die Baulandreserven im Umkreis des ehemaligen Dorfzentrums weitgehend aufgebraucht sind. Das Siedlungsgebiet von Corsier-sur-Vevey ist heute lückenlos mit denjenigen von Vevey und Corseaux zusammengewachsen.

## Wirtschaft
Corsier-sur-Vevey war bis Ende des 19. Jahrhunderts ein vorwiegend durch die Landwirtschaft geprägtes Dorf. Danach setzte die Entwicklung zur Wohn-, Industrie- und Touristengemeinde ein.
Noch heute hat der Weinbau (rund 20 ha) an den optimal besonnten Hängen des Lavaux oberhalb des Dorfes einen gewissen Stellenwert in der Erwerbsstruktur der Bevölkerung. Die hier produzierten Qualitätsweine laufen unter der Appellation Chardonne. In den höheren Lagen wird Ackerbau, Milchwirtschaft und Viehzucht betrieben.
Weitere Arbeitsplätze sind im Gewerbe und vor allem im Dienstleistungssektor vorhanden. Das Gewerbe von Chardonne ist neben den Gütern des täglichen Bedarfs auch auf den Tourismus ausgerichtet. In den letzten Jahrzehnten haben sich mit der Schaffung der Industrie- und Gewerbezone Fenil zahlreiche Unternehmen im Dorf niedergelassen. In Corsier-sur-Vevey sind Betriebe des Bau- und Transportgewerbes, der Feinmechanik und der Tabakindustrie, das Serono Biotech Center sowie Weinhandlungen vertreten. Oberhalb des Dorfes befindet sich die psychiatrische Klinik Nant. Corsier-sur-Vevey hat sich allmählich zu einer Wohngemeinde entwickelt. Zahlreiche Erwerbstätige sind Wegpendler, die in der Region Vevey-Montreux, teilweise auch in Lausanne arbeiten.

## Verkehr
Die Gemeinde ist verkehrstechnisch gut erschlossen. Sie liegt etwas oberhalb der Hauptstrasse von Lausanne entlang dem Seeufer nach Vevey, von der hier die Hauptstrasse 12 nach Châtel-Saint-Denis abzweigt. Der nächste Autobahnanschluss an die 1970 eröffnete A9 (Lausanne-Sion), welche das Gemeindegebiet durchquert, ist rund 2 km vom Ortskern entfernt. Corsier-sur-Vevey ist durch eine Buslinie mit dem Bahnhof Vevey verbunden, der nur wenig ausserhalb des Gemeindegebietes liegt.

## Geschichte
Auf dem Gebiet von Corsier-sur-Vevey wurden Gräber aus der Zeit der Spätantike bis in das Frühmittelalter entdeckt. Die erste urkundliche Erwähnung des Ortes erfolgte 1079 unter dem Namen Corsie. Später erschienen die Bezeichnungen Corsiey (1147), Corsiacum (1179), Corgie (1180) und Corsiez (1453). Der Ortsname leitet sich vom römischen Geschlechtsnamen Curtius ab.
Corsier-sur-Vevey unterstand seit seiner ersten Nennung dem Bischof von Lausanne, kam aber noch Ende des 11. Jahrhunderts als Lehen an die Familie von Blonay. Diese gab einen Teil des Lehens 1284 den Herren von Oron. Mit der Eroberung der Waadt durch Bern im Jahr 1536 gelangte Corsier-sur-Vevey unter die Verwaltung der Vogtei Lausanne. Nach dem Zusammenbruch des Ancien Régime gehörte das Dorf von 1798 bis 1803 während der Helvetik zum Kanton Léman, der anschliessend mit der Inkraftsetzung der Mediationsverfassung im Kanton Waadt aufging. 1798 wurde es dem Bezirk Vevey zugeteilt.
Corsier bildete seit dem Mittelalter eine Grosspfarrei, zu der auch Chardonne, Corseaux und Jongny gehörten. Diese Dörfer wurden erst mit der Auflösung der Grosspfarrei im Jahr 1816 politisch selbständige Gemeinden. Eine weitere bedeutende Grenzänderung wurde 1892 vorgenommen, als die am Stadtrand von Vevey auf dem Schwemmkegel der Veveyse gelegenen Quartiere Arabie, Plan-Dessous, Plan-Dessus, Sous-Crêts, Corsets und Faubourg-Saint-Antoine von Corsier-sur-Vevey abgetrennt und nach Vevey eingegliedert wurden.

## Sehenswürdigkeiten

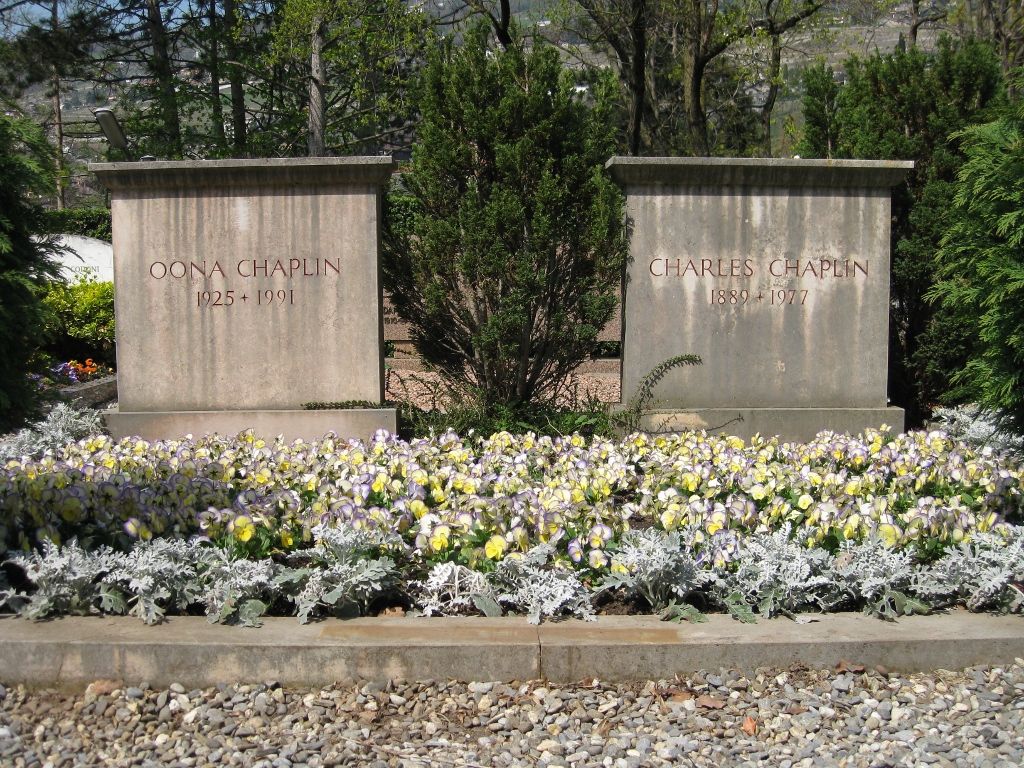
Grab von Charlie Chaplin und seiner Ehefrau Oona

Eine Pfarrkirche ist seit 1079 erwähnt. In die heutige Kirche sind der Turm des romanischen Vorgängerbaus sowie Teile des Chors mit Wandmalereien aus dem 15. Jahrhundert integriert. Das dreischiffige Langhaus und seine Seitenkapellen stammen aus der Zeit um 1600. Das 1592 erbaute Pfarrhaus wurde im 18. Jahrhundert umgestaltet.
Als weitere bedeutende Bauten sind das Maison laïque (mit Skulpturen im Renaissancestil), das Berner Winzerhaus (1583–1585), das Maison Cuénod und das Maison De Montet (beide aus dem 18. Jahrhundert), das Hôtel de Ville (17. Jahrhundert) und das Schloss Châtelard (aus dem 17. und 18. Jahrhundert) zu erwähnen.
Das 1840 erbaute Herrenhaus Manoir de Ban war von 1953 bis 1977 Wohnsitz von Charlie Chaplin, der – ebenso wie James Mason und Bronisław Huberman – auf dem Friedhof Corsier-sur-Vevey begraben liegt. 2016 wurde im Herrenhaus ein Museum, Chaplin’s World, eröffnet.